# Гетто в Видзах
Гетто в Ви́дзах (лето 1941 — декабрь 1942) — еврейское гетто, место принудительного переселения евреев посёлка Видзы Браславского района Витебской области и близлежащих населённых пунктов в процессе преследования и уничтожения евреев во время оккупации территории Белоруссии войсками нацистской Германии в период Второй мировой войны.

## Оккупация Видз и создание гетто
Местечко Видзы было захвачено немецкими войсками 27 июня 1941 года, и оккупация продлилась более трёх лет — до 8 (9) июля 1944 года.
Немцы очень серьёзно относились к возможности еврейского сопротивления, и поэтому в первую очередь убивали в гетто или ещё до его создания евреев-мужчин в возрасте от 15 до 50 лет — несмотря на экономическую нецелесообразность, так как это были самые трудоспособные узники. Одной из особенностей Холокоста в Белоруссии было участие в «акциях» (таким эвфемизмом гитлеровцы называли организованные ими массовые убийства) военнослужащих вермахта. Первые пятьдесят евреев были расстреляны в Видзах немецкими солдатами в июне 1941 года.
В июле 1941 года были убиты ещё около двухсот местных евреев.
Во главе юденрата оккупанты поставили Липу Левина.
Реализуя нацистскую программу уничтожения евреев, немцы создавали гетто почти во всех городах и населённых пунктах Беларуси, где проживало еврейское население. Так и в Видзах оккупанты и местные коллаборационисты согнали уцелевших евреев в гетто. В основном это были уже только старики и женщины с детьми. Сюда же попали и оставшиеся евреи из близлежащих деревень.

## Условия в гетто
Район гетто был освобождён от белорусов и поляков и заселён только евреями в количестве 1500 человек.
Гетто было огорожено высоким забором, но охраны не было, и выход был свободный. Продукты можно было приобретать у местных жителей.
Еврейских ремесленников немцы использовали по специальности, а остальных использовали на физически очень тяжёлых, а иногда бессмысленно-издевательских принудительных работах.

## Уничтожение гетто
В начале ноября 1942 года в Видзы прибыли дополнительные полицейские отряды украинцев и литовцев.
Гетто было уничтожено в декабре 1942 года. Часть узников расстреляли на берегу озера, оставшихся переправили в Литву, а затем в лагеря смерти в Европе.

## Память
Всего в Видзовском гетто были убиты 2708 евреев.
Памятник жертвам геноцида евреев в Видзах установлен в 2019 году на средства фонда семьи Лазарус.